# إريك بربور
اريك بربور (1891 - 1934) (بالإنجليزية: Eric Barbour)‏ هو لاعب كريكت أسترالي.

## وصلات خارجية
- اريك بربور على موقع إي آس بي آن كريك إنفو (الإنجليزية)